# Siphunculina funicola
Siphunculina funicola är en tvåvingeart som först beskrevs av Meijere 1905.  Siphunculina funicola ingår i släktet Siphunculina och familjen fritflugor. Inga underarter finns listade i Catalogue of Life.